# Melanie Kubandt
Melanie Kubandt (* 1980) ist eine deutsche Pädagogin.

## Leben
Sie erwarb 2005 das Diplom in Pädagogik (Fachrichtung: Elementarpädagogik) mit Auszeichnung und 2007 den Magister in Sprachheilpädagogik. Nach der Promotion 2015 war sie von 2018 bis 2022 Juniorprofessorin für Bildung und Gender an der Universität Vechta. Seit 2022 ist sie Professorin für Didaktik der Sozialpädagogik an der Universität Osnabrück.
Ihre Forschungsschwerpunkte sind Didaktik der Sozialpädagogik und Pädagogik der frühen Kindheit, Relevanzen von pädagogischen Querschnittsdimensionen (Gender, Diversität, Digitalisierung etc.) im Kontext (sozial)pädagogischer Institutionen (Kita, Schule, Fachschule), qualitative Forschungsmethoden und methodologisch-methodische (Selbst-)Reflexionen von Forscherinnen und Forschern.